# Albin Larsson
Albin Larsson, född 1 mars 1867 i Stora Kils socken, död 11 maj 1933 i Kristinehamn, var en svensk uppfinnare och ingenjör.
Albin Larsson var son till hemmansägaren Jonas Larsson. Han var 1885-1886 elev vid Kristinehamns praktiska skola och studerade därefter en tid i Malung innan fick ingenjörsutbildning vid Örebro tekniska elementarskola fram till 1890. Han anställdes därefter som ritare vid Kristinehamns nya gjuteri. En tid arbetade han som ritare och förrådsförvaltare vid Mora Wenerns jernvägsaktiebolags reparationsverkstad i Persberg och var en tid även lokförare vid järnvägsbolaget. Under sin tid här började han att ägna sig åt egna uppfinningar och konstruerade 1897 en handdriven kolvpump. Patentet köptes av Bäckefors bruk, som dock gick i konkurs en kort tid därefter. Albin Larsson köpte då tillbaka patentet och 1900 startade han L A Larssons gjuteri och mekaniska verkstad i Kristinehamn och tog upp produktionen av sina pumpar under namnet "Albinpumpen". Pumpen blev en stor framgång, och snart började Larsson att tillverka andra pumpar, ångmaskiner, lokomobiler med mera. Albin Larsson ledde själv firman fram till 1909 då sonen Erik Larsson blev hans medhjälpare, och båtmotorer blev en av firmans viktigare produkter. 1927 lanserades även Albin motorbrandsprutor. 1930 överlät Albin Larsson firman på sin son Erik Larsson, men fortsatte att vara delaktig i utvecklingen av bolaget fram till sin död tre år senare.